# Schwarzes Kohlröschen
Das  Schwarze Kohlröschen (Nigritella nigra, Syn.: Gymnadenia nigra) ist eine Pflanzenart aus der Gattung der Kohlröschen (Nigritella) innerhalb der Familie der Orchideen (Orchidaceae). Die Art wird, wie alle Vertreter der Gattung Nigritella, von manchen Autoren zur Gattung Gymnadenia gerechnet.

## Beschreibung

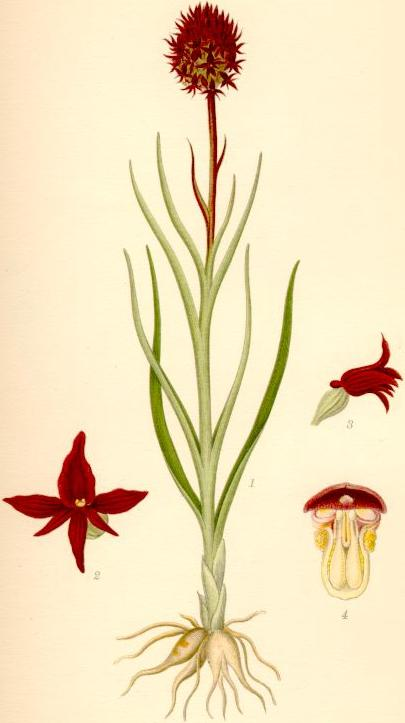
Illustration aus: Bilder ur Nordens Flora

Da die Art von verschiedenen Botanikern unterschiedlich weit abgegrenzt und umschrieben wird, hängt die Beschreibung vom taxonomischen Konzept des jeweiligen Autoren ab. Die folgende Beschreibung bezieht sich zunächst auf die skandinavische Sippe Nigritella nigra subsp. nigra im Sinne der Neubeschreibung durch Herwig Teppner und Erich Klein 1990. Zur in den Alpen häufigsten Sippe, die früher Nigritella nigra genannt wurde, vergleiche Gewöhnliches Kohlröschen. Zu weiteren alpinen Sippen, oft als Unterart dieser Art geführt, vergleiche Österreichisches Kohlröschen, Cornelias Kohlröschen und Steineralpen-Kohlröschen.

### Vegetative Merkmale
Das  Schwarze Kohlröschen ist eine ausdauernde, krautige Pflanze, mit Wuchshöhen von 9 bis 22 Zentimetern. Die Knolle ist, wie bei allen Vertretern von Gymnadenia s. l., zweiteilig oder handförmig in drei bis fünf oft ziemlich kräftige, zusammengedrückte Abschnitte gespalten. Die Sprossachse ist aufrecht und durch die herablaufenden Ränder und Nerven der Laubblätter etwas kantig. Sie ist bis oben beblättert, am Grunde mit häutigen, spitzen Scheidenblättern.
Die Laubblätter sind ziemlich zahlreich und von linealischer, fast grasartiger Form. Sie sind verdickt, rinnig, nervig und kahl. Der Blattrand ist fein gezähnelt. Die Blattoberseite ist dunkelgrün, die Blattunterseite heller. Die obersten Blätter sind aufrecht sitzend fast tragblattartig.

### Generative Merkmale

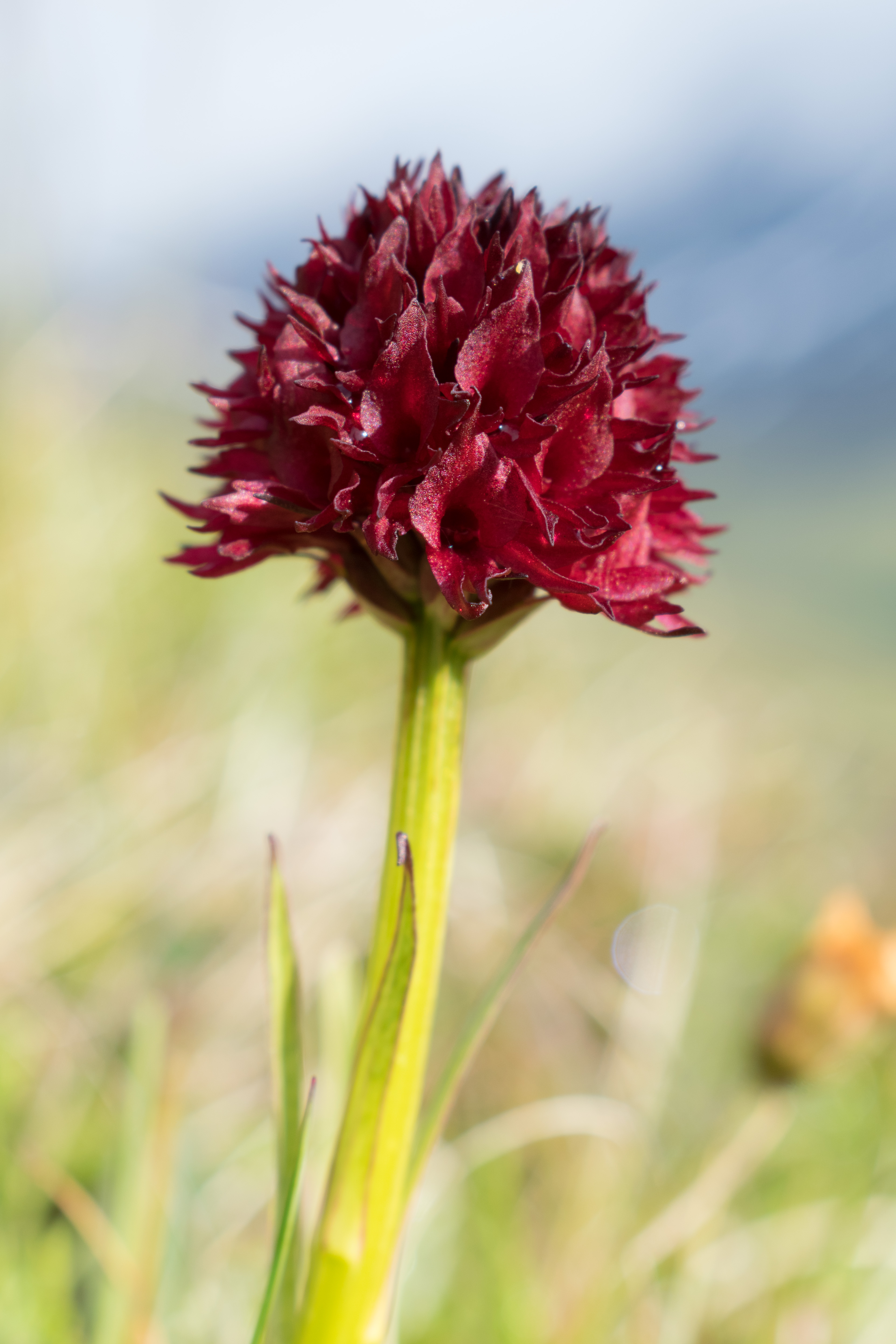
Schwarzes Kohlröschen (Nigritella nigra), Blütenstand

Der Blütenstand ist sehr dicht und kugelig bis halbkugelig, selten eiförmig. Die Blüten sind dunkel rotbraun bis braunrot. Sie duften intensiv nach Vanille. Die Tragblätter sind schmal-lanzettlich, zugespitzt mit zwei purpurroten Nerven. Sie sind am Rand glatt, die unteren können (durch stiftförmige Papillen) randlich etwas gewellt sein. Sie sind ebenso lang oder unwesentlich länger als die Blüten.
Die zwittrigen Blüten sind wie typisch für Orchideen zygomorph und dreizählig. Die Perigonblätter sind getrennt, spitz und aufgeblüht trichterförmig. Sie sind absolut betrachtet nicht sehr groß, innerhalb des Nigritella nigra-Artaggregats aber größer als bei den nahe verwandten Arten. Von den äußeren (Sepalen) sind die beiden seitlichen 6,9–10,5 Millimeter lang und 1,4–2,2 mm breit und das mittlere 7–10,2 mm lang und 1,4–2,1 mm breit, also etwa genauso breit wie die seitlichen. Die inneren (Petalen) sind 6,4–9,5 mm lang und 1,2–1,7 mm breit, also etwas schmaler, selten genauso breit. Die, wie typisch für Nigritella, nach oben gerichtete Lippe ist (ohne Sporn gemessen) 7,5–12 mm lang, im basalen Teil bauchig erweitert, in der Mitte sattelförmig und im Spitzenteil erweitert (2,7–4,9 mm breit), gleichmäßig aufwärts gebogen bis fast gerade vorgestreckt.  Ihre Ränder sind im unteren Teil meist auswärts geschlagen und nach oben in eine Spitze verschmälert, gelegentlich mit abgesetztem Spitzchen. Ihr Sporn ist kurz, etwa 0,8–1,1 mm lang, kurz sackförmig. Das Säulchen misst 1,65–1,9 mm, selten etwas darüber oder darunter. Die Staubbeutel sind purpurrot.
Die Art ist von den verwandten Sippen des Nigritella nigra-Artaggregats so unterscheidbar: Die Blüten sind immer dunkel braunrot, fast schwarz wirkend, und einfarbig. Pflanzen mit helleren oder zweifarbigen Blüten gehören zu anderen Kleinarten. Vom Gewöhnlichen Kohlröschen Nigritella rhellicani (von dem auch heller blühende Populationen oder Sippen bekannt sind) unterscheidet der kugelförmige Blütenstand (bei N.rhellicani immer länger als breit, eiförmig bis subzylindrisch) und die deutlich größeren Blüten mit kürzerem Sporn. Vom Österreichischen Kohlröschen Nigritella austriaca und von Nigritella iberica, die von vielen Autoren nicht voneinander unterschieden werden und oft als Unterarten von Nigritella nigra gefasst werden, unterscheiden im Wesentlichen die etwas größeren Blüten, eine sichere morphologische Unterscheidung ist nicht möglich. Allerdings ist Nigritella nigra s. str. ein Endemit Skandinaviens, kommt also nie gemeinsam mit diesen vor.
Die skandinavische Nigritella nigra ist eine triploide, autopolyploide Sippe mit einer Chromosomenzahl von konstant 2n = 3x = 60. Nigritella austriaca (und Nigritella iberica) ist tetraploid mit 2n = 4x = 80.

## Verbreitung
Das Schwarze Kohlröschen im engeren Sinne, Nigritella nigra subsp. nigra, in Schweden Brunkullan genannt, ist ein Endemit Skandinaviens. Die Sippe besiedelt ein begrenztes Areal, etwa zur Hälfte in Mittelnorwegen und Mittelschweden. Die schwedischen Vorkommen liegen alle in einer Region mit silurischem Kalkstein in der Provinz Jämtland. Insgesamt sind in beiden Ländern zusammen etwa 130 Fundorte nachgewiesen, von denen etliche aktuell schon erloschen sind. Die Art ist im gesamten Areal rückläufig und bestandsbedroht. Hauptfaktor dafür ist die Aufgabe der traditionellen bäuerlichen Landnutzung, auf die das Kohlröschen für seine Erhaltung angewiesen ist. Der größte noch vorhandene Bestand, im Schutzgebiet Sølendet, umfasst noch etwa 3000 blühende Individuen.

## Ökologie
Das Schwarze Kohlröschen Skandinaviens ist eine apomiktische Pflanzensippe, die Samen ohne Befruchtung bildet. Dies gilt in gleicher Weise für das oft als Unterart aufgefasste Österreichische Kohlröschen. Im Gegensatz dazu pflanzt sich das Gewöhnliche Kohlröschen der Alpenländer sexuell fort, es wird von verschiedenen Insekten bestäubt. Auch in Skandinavien werden die Blüten oft von potenziellen Bestäubern wie Schmetterlingen besucht, ob es jemals zur Befruchtung kommt, ist aber ungewiss. Die Art blüht meist nur zwei bis drei Wochen lang, meist Anfang Juli. Obwohl sich die Art gelegentlich vegetativ ausbreitet, spielt dies nach bisherigen Beobachtungen am Standort keine Rolle. Nach der Keimung braucht eine junge Pflanze mindestens etwa 10 Jahre, bis sie zum ersten Mal blüht.
Das Schwarze Kohlröschen bevorzugt extensiv genutzte Mähwiesen auf basischen, meist kalkreichen Standorten. Seltener kommt sie in trockeneren Partien basischer Flachmoore oder in offenen Bachauen im Nadelwald-Gürtel, oder sogar in aufgelichteten Wäldern, vor, dies ist vermutlich der primäre Standort. Einige Vorkommen in Norwegen sind auch auf neutralen, oder sogar schwach sauren, Böden belegt. Die Art verschwindet meist bei der Umstellung auf Weidewirtschaft, wird aber auch bei Aufgabe der Nutzung (Verbrachen) schnell überwachsen. Sie kommt nur in ungedüngten Wiesen vor.

## Systematik
Diese kleine, wohlriechende Pflanze wurde 1561 von Conrad Gessner mit Satyrium basilicum alpinum bezeichnet, Caspar Bauhin nannte sie 1623 Orchis palmata angustifolia alpina, nigro flore. Die erste Erwähnung einer alpinen Pflanze, die bisher bekannt geworden ist, geht aber auf den Schweizer Johannes Müller, genannt Rhellicanus (nach seinem Geburtsort Rellikon am Greifensee, gestorben 1542 in Biel), zurück, der sie 1536 in einem lateinischen Gedicht über eine Bergwanderung erwähnte. Carl von Linné beschrieb sie 1753 als Satyrium nigrum, nachdem er sie schon 1745 in der ersten Ausgabe seiner Flora Suecica erwähnt hatte. Aus seiner Angabe „Habitat in Alpibus Helveticis, Lapponicis“, geht hervor, das er sowohl die Vorkommen in den Alpen (Schweiz) wie auch diejenigen in Schweden unter diesem Namen verstand. Durch die spätere Auswahl eines Lectotypen aus Schweden wurde Linnés Name an dieses Vorkommen gebunden, so dass die alpinen Sippen, nach der Aufspaltung des Aggregats, neue Namen erhielten. Die Art wurde in Norwegen zuerst 1764 durch den Bischof und Botaniker Johan Ernst Gunnerus entdeckt.
Nach Linné wurde die Art von verschiedenen Botanikern in verschiedene Gattungen gestellt (Orchis nigra, Habenaria nigra, Sieberia nigra, durch Heinrich Gustav Reichenbach sogar schon einmal Gymnadenia nigra), ohne dass sich eine Zuordnung durchsetzte. Louis Claude Marie Richard beschrieb schließlich die Gattung Nigritella, deren Typusart Nigritella angustifolia gilt heute als Synonym von Nigritella nigra. Heinrich Gustav Reichenbach stellte die Art, als Nigritella nigra in diese Gattung, in der sie danach viele Jahrzehnte unangefochten verblieb. Ein Artkonzept mit zwei europäischen Arten, Nigritella nigra und Nigritella miniata (syn. Nigritella rubra), dem Schwarzen und dem Roten Kohlröschen, wurde danach in den meisten Florenwerken übernommen.
Ab Ende der 1980er Jahre versuchten Orchideen-Systematiker die vielgestaltige Sammelart Nigritella nigra in besser definierte Kleinarten zu gliedern, die meist als Lokalsippen in voneinander getrennten Gebirgszügen vorkommen. Im Jahr 2000 wurden, anstelle von zwei Arten, schon 14 Arten (mit zwei Unterarten) beschrieben. 2007 waren es, nach einigen Neubeschreibungen, Synonymisierungen und Umkombinationen, 15 Arten. Nicht alle Taxonomen waren allerdings bereit, diese Arten anzuerkennen. Noch 2004 widersprachen Helmut Baumann, Siegfried Künkele und Richard Lorenz der Abspaltung von Nigritella rhellicana als eigenständiger Art.
Neben die vor allem blütenmorphologische Analyse anhand sichtbarer Merkmale trat dann die Phylogenomik, die Untersuchung der Verwandtschaftsverhältnisse anhand des Vergleichs homologer DNA-Abschnitte, die das Bild weiter verkomplizierte. Eine vor allem englische Arbeitsgruppe um Richard M. Bateman erzielte Resultate, die eine Einbeziehung der bisherigen Gattung Nigritella in die Gattung Gymnadenia zwingend erscheinen ließ, die Art müsste demnach (wieder) Gymnadenia nigra heißen. Diesen Ergebnissen widerspricht allerdings eine skandinavische Arbeitsgruppe um Mikael Hedrén von der Universität Lund. Ihren Ergebnissen zufolge wären Gymnadenia und Nigritella Schwestergruppen, so dass beide Gattungen aufrechterhalten werden könnten. Der Streit ist bis heute nicht entschieden, so dass nebeneinander beide Systeme in Gebrauch sind.
Die Differenzierung der Kleinarten aus dem Nigritella nigra-Artaggregat anhand genetischer Marker erwies sich dabei nicht in allen Fällen als eindeutig, einige morphologisch abgegrenzte Sippen konnten genetisch nicht differenziert werden.
Neben der Nominatform wird der Status der folgenden Unterarten bis heute kontrovers diskutiert:
- Nigritella nigra subsp. austriaca Teppner & E.Klein (Syn.: Gymnadenia austriaca (Teppner & E.Klein) P.Delforge), vgl. dazu unter Österreichisches Kohlröschen
- Nigritella nigra subsp. iberica Teppner & E.Klein, Syn.: Nigritella austriaca subsp. iberica (Teppner & E. Klein) L.Sáez[16] Apomiktische, tetraploide Sippe. Wird von einigen Autoren nur als Varietät von austriaca aufgefasst.[17]
- Nigritella nigra subsp. gallica E.Breiner & R.Breiner. Französisches Zentralmassiv. Wird meist als Synonym oder Varietät einer der anderen Arten oder Unterarten bewertet.

Eine apomiktische Art aus Lappland ist vermutlich aus einer Hybridisierung von Gymnadenia conopsea und Nigritella nigra subsp. nigra (oder möglicherweise einer ausgestorbenen, sehr ähnlichen Sippe) entstanden:
- Gymnigritella runei Teppner & E.Klein, syn. Gymnadenia runei (Teppner & E.Klein) Ericsson.